# Nuklearer Holocaust

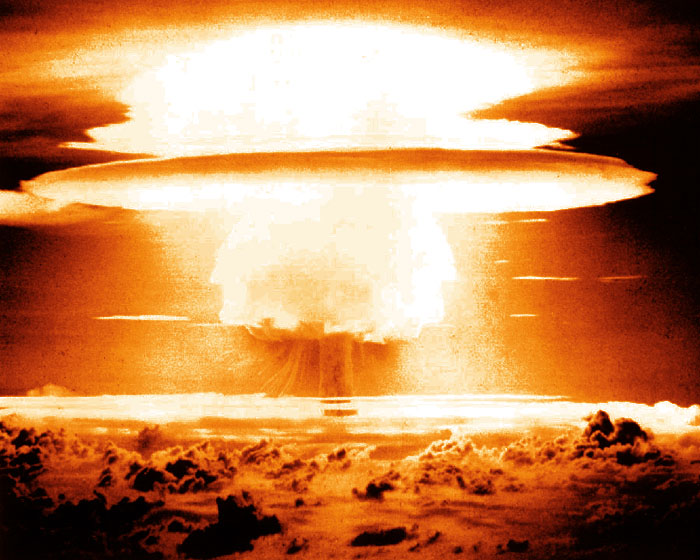
Atomtest von Castle Bravo

Als nuklearer oder atomarer Holocaust wird die vollkommene oder weitestgehende Vernichtung der menschlichen Zivilisation durch einen Atomkrieg bezeichnet. Das politische Schlagwort wurde vor allem in den 1980er Jahren in der damaligen Bundesrepublik Deutschland verwendet. Es drückte die Furcht vor den unabsehbaren Folgen des Wettrüstens zwischen den damaligen Supermächten USA und Sowjetunion aus. Der Holocaustbegriff war in den 1980er Jahren noch nicht spezifisch mit der Vernichtung der europäischen Juden belegt.

## Verwendungsgeschichte
Der Begriff wurde bereits im Jahr 1961 durch Erich Fromm benutzt, in seinem Aufsatz Russland, Deutschland, China – Bemerkungen zur Außenpolitik sprach er von der Hoffnung, dass durch ein Ende des Wettrüstens „ein atomarer Holocaust unwahrscheinlicher [wird]“.
Verwendet wurde das Schlagwort in der Bundesrepublik Deutschland insbesondere in den 1980er Jahren. Sowohl in den Kreisen der Friedensbewegung als auch in den Massenmedien. So sprach beispielsweise Karl-Heinz Janßen 1980 in einem Zeit-Artikel davon, dass die Kubakrise 1962 „die beiden Weltmächte an den Rand des nuklearen Holocaust gebracht hatte“.
Die politische Debatte dieser Jahre war stark bestimmt vom sogenannten NATO-Doppelbeschluss. Hinzu kam eine weitverbreitete Sorge gegenüber der Sicherheits- und Außenpolitik des damaligen US-Präsidenten Ronald Reagan, die weit in die bürgerlichen Kreise reichte. Sein Chefunterhändler mit der Sowjetunion, Paul H. Nitze, wurde 1983 in einem Spiegel-Interview gefragt: „Der nächste Krieg, wenn es denn einen gibt, wird also ein nuklearer Holocaust sein?“.
Zum Beginn des Israelisch-iranischen Kriegs sprach der israelische Ministerpräsident Benjamin Netanjahu davon, mit einem Präventivschlag auf iranische Atomanlagen einen nuklearen Holocaust verhindern zu wollen. Wörtlich sagte er, der jüdische Staat würde es „nicht hinnehmen, Opfer eines vom iranischen Regime verübten nuklearen Holocaust zu werden.“